# دانيال كوريا فريتاس
دانيال كوريا فريتاس (بالبرتغالية: Daniel Corrêa Freitas‏) (24 يناير 1994 بجويز دي فورا في البرازيل -) هو لاعب كرة قدم برازيلي في مركز الوسط. لعب مع بوتافوغو ريغاتاس ونادي ساو باولو.

## وفاته
يوم 29 أكتوبر من العام 2018 اعلنت الشرطة البرازيلية عثورها على جثة اللاعب دانيال كوريا فريتاس لاعب فريق ساوباولو وعليها آثار تعذيب والتمثيل بها، في ولاية بارانا بجنوب البرازيل مقطوعة الرأس مع قطع أعضائه التناسلية. بعد مضي يومين على مقتله. فقد اعترف رجل الأعمال البرازيلي أديسون بريتس بأنه القاتل. فكان فريتاس مدعوا من أديسون بريتس لحفل عيد ميلاد ابنته آلانا. حيث قال بريتس انه سمع صوت استنجاد من زوجته فذهب مسرعاً الي غرفة النوم ورأي فريتاس عاريا يقوم باغتصاب زوجته فاعتدي عليه وقتله وجرده من اعضائه التناسلية. وقد اظهرت التحريات وجود صورة في هاتف دانيال كوريا بجانب زوجة القاتل وهي نائمة قبل وقوع حادثة الاغتصاب وكان فريتاس قد ارسلها لاحد اصدقائه عبر الواتس اب. وقد عثر عليه في احدي الغابات في يوم ال29 من أكتوبر مجرد الرأس والاعضاء التناسلية.

## روابط خارجية
- دانيال كوريا فريتاس على موقع قاعدة بيانات كرة القدم.إي يو (الإنجليزية)
- دانيال كوريا فريتاس على موقع Soccerway.com (الإنجليزية)